# الایوپلاست

تمایز الایوپلاست‌ها

الایوپلاست‌ها (Elaioplasts) یکی از سه شکل احتمالی لوکوپلاست‌ها هستند. عملکرد اصلی الایوپلاست‌ها سنتز و ذخیرهٔ اسیدهای چرب، ترپن‌ها و سایر لیپیدها است و می‌توان آن‌ها را در برگ‌های جنینی دانه‌های روغنی، مرکبات و همچنین پرچم بسیاری از گیاهان گل‌دار یافت.

## توصیف

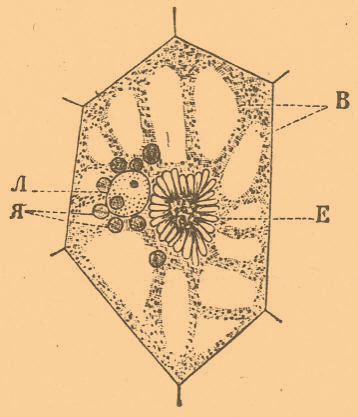
سلول برگ بسیار جوان گونه‌ای از گیاه وانیلE: الایوپلاست، Л: هسته، Я: لکوپلاست‌ها و B: واکوئل‌ها (تصویر از فرهنگ لغت دانشگاهی، FA Brockhaus و IA Efron، مربوط به حدود سال ۱۹۰۵)

مانند بسیاری از لوکوپلاست‌ها، الایوپلاست‌ها اندامک‌هایی بدون رنگدانه هستند که قادر به تناوب بین اشکال مختلف پلاستیدها هستند. این اندامک، به‌طور خاص مسئول ذخیره‌سازی و سوخت‌وساز لیپیدها است. مطالعات اخیر نشان داده‌اند که این اندامک‌ها در تشکیل ترپن‌ها و اسیدهای چرب شرکت می‌کنند. به‌طور معمول، آن‌ها به صورت اندامک‌های کوچک و گِرد حاوی قطرات روغن ظاهر می‌شوند. لیپیدهای موجود در الایوپلاست‌ها منعکس کننده چربی‌های سنتز شده توسط پروکاریوت‌ها، عمدتاً تری‌گلیسرول و استرهای استرول هستند که در قطرات قابل مشاهده با میکروسکوپ جمع می‌شوند. الایوپلاست‌ها همچنین حاوی پروتئین‌های مرتبط با پلاستوگلوبول‌ها مانند فیبرلین‌ها هستند. در کنار تاپتوزوم‌ها (خوشه‌هایی از روغن و پروتئین‌های تولید شده توسط شبکه آندوپلاسمی)، الایوپلاست‌ها اغلب در تاپتوم پرچم گیاهان آنژوسپرم یافت می‌شوند. الایوپلاست‌ها که در دانه‌های روغنی نیز یافت می‌شوند، لیپیدهایی را برای تبدیل شدن به کربوهیدرات‌ها فراهم می‌کنند که به عنوان منبع انرژی در جوانه‌زنی جنین گیاه عمل می‌کنند. نشان داده شده‌است که مرکبات دارای تعداد زیادی الایوپلاست در پوست میوه خود هستند که برای تولید ترپن‌ها ضروری هستند.

## تکوین
در داخل گیاه، الایوپلاست‌ها و همچنین تمام پلاستیدهای دیگر، از پروپلاستیدها در محل تقسیم ساقه (مریستم) به‌وجود می‌آیند. این پروپلاستیدها هنوز متمایز نشده‌اند و به همین دلیل، می‌توانند بر حسب نیاز، به انواع مختلف پلاستیدهای شناخته‌شده تبدیل شوند. در سلول‌های رویشی، پروپلاستیدها معمولاً یک مسیر رشد یک‌طرفه را دنبال می‌کنند و هیچ تغییری بین یک شکل و شکل دیگر وجود ندارد. با این حال، سلول‌های تولید مثلی ممکن است دارای پلاستیدهایی باشند که به‌طور مکرر به یکدیگر تبدیل می‌شوند. در پرچم گیاهان گلدار، الایوپلاست‌ها نشان‌دهندهٔ مرحلهٔ نهایی رشد پلاستید در تاپتوم است که بسته به گونه و استراتژی گرده‌افشانی مستقیماً از پروپلاستیدها یا به‌واسطهٔ تبدیل پلاستیدهای دیگر ظاهر می‌شود.

## منشأ و وراثت
فرض بر این است که پلاستیدها از یک رویداد درون‌هم‌زیستی بین یک یوکاریوت باستانی و نیای سیانوباکتری بیش از ۱ میلیارد سال پیش منشأ گرفته‌اند. از زمان انجام این هم‌زیستی، اندازهٔ ژنوم پلاستیدها، به‌طور قابل توجهی کاهش یافته‌است.
مانند بسیاری از پلاستیدها، الایوپلاست‌ها از طریق شکافت دوتایی مستقل از تقسیم سلول مادری تکثیر می‌شوند که این ویژگی، نشان‌دهندهٔ منشأ و نَسَب باکتریایی آن‌هاست. این شکافت، درست پیش از سیتوکینز سلول مادری طی تقسیم سلولی اتفاق می‌افتد و محصولات به‌دست آمده، به‌عنوان جزئی از سیتوپلاسم به سلول‌های دختری منتقل می‌شوند.
در نتیجهٔ توانایی تبدیل متقابل بین انواع مختلف پلاستیدها، الایوپلاست‌ها پلاستوم (ژنوم پلاستید) یکسانی را با سایر پلاستیدها به اشتراک می‌گذارند و عمدتاً از طریق سلول مادری در آنژیوسپرم‌ها به ارث می‌رسند.